# Xylinissa lignitis
Xylinissa lignitis är en fjärilsart som beskrevs av William Schaus 1906. Xylinissa lignitis ingår i släktet Xylinissa och familjen nattflyn. Inga underarter finns listade i Catalogue of Life.